# Guillaume Desnoues
 Guillaume Desnoues, né vers 1650 et décédé vers 1735, était un chirurgien.

## Biographie
Il fit ses études avec Lescot, en 1680 il est reçu à Académie des nouvelles découvertes de la médecine de Nicolas de Blégny il est obligé de s'exiler et, vers 1691 est chirurgien à Gennes où il succède à Lescot. Il était premier chirurgien de l'hôpital et se liait avec Gaetano Zumbo pour la présentation de cires anatomiques, après sa brouille avec ce dernier, il collaborait avec François De la Croix qui était sculpteur sur ivoire.
Alfred Franklin note dans son Dictionnaire : "Desnoues ayant complété son œuvre ouvrit dans la rue de Tournon, un musée formé de nombreuses pièces en cire. On y admirait surtout un homme entier, une fille d'environ douze ans, une femme grosse de neuf mois, « avec l'enfant couché encore dans la matrice. Tout y est si juste et naturel qu'il ne manque rien jusques aux plus petites veines ; la cire étant quelquefois rouge, quelquefois blanche, bleue, mêlée, suivant les diverses couleurs des parties charneuses ou des veines du corps humain [Nemeitz, Séjour de Paris, t. I, p. 373]». Vigneul-Marville, qui avait vu tout cela, en fait aussi un grand éloge [Mélanges d'histoire et de littérature, t. III, p. 307.]. Le prix d'entrée, assez cher pour l'époque, était de cinquante sous."
En 1704 il passa à Bologne, Florence, en 1706 à Rome où il présentait ses préparations anatomiques. Il fit de même à Paris en 1717, en 1719 à Londres et passa en 1720 par Amsterdam.
Alfred Franklin ajoute que Desnoues "avait pour héritier un cousin qui tira parti du cabinet en le montrant de ville en ville. Il le fit voir en Hollande, à Hambourg, en Danemark, puis en Angleterre, où peut-être il le laissa." Peut-être le vendit-il à Londres, en 1736, à  G. Thomson, médecin.
Son musée itinérant a été décrit par les médecins Albrecht von Haller, Hoffman et Johannes Gessner.